# Falling from Grace
Falling from Grace ist ein amerikanischer Pornofilm von Brad Armstrong.

## Handlung
Der Film handelt von einem Priester, der sich zwischen einer Frau, die er einst geliebt hat, und dem Gott, dem er sein Leben gewidmet hat, entscheiden muss.
Der Film beginnt mit Brad, der joggt und ein paar Lebensmittel abholt. Er kehrt nach Hause zurück, um seine Freundin Sydnee Steele zu finden, die sich mit Dillion Day in seinem eigenen Wohnzimmer rumtreibt. Der Film springt dann einige Jahre voraus und Sydnee ist zu Brad zurückgekehrt, um um Vergebung zu bitten. Vergebung, die er geben kann, seit er Priester ist – aber jede Chance, dass Sydnee und Brad wieder zusammenkommen, ist verloren gegangen oder zumindest scheint es so.

## Auszeichnungen
- AVN Awards 2003 – Best Actor – Film (Brad Armstrong)
- AVN Awards 2003 – Best Screenplay – Film (Daniel Metcalf, Brad Armstrong, Jonathan Morgan)